# モーリス・ブルームフィールド
モーリス・ブルームフィールド（Maurice Bloomfield, 1855年2月23日 - 1928年6月13日）はオーストリア領シレジア出身のイラン語・サンスクリット語学者。

## 経歴
オーストリア領シレジア東端のビーリッツ（現ビェルスコ＝ビャワ）に生まれる。
1867年アメリカに移住し、10年後サウス・カロライナ州グリーンヴィルのファーマン大学 Furman University を卒業。
1881年から1926年までジョンズ・ホプキンス大学でサンスクリット語、印欧比較言語学を教授する。

## 家族・親族
- 姉：ファニー・ブルームフィールド・ツァイスラー(ピアニスト)
- 甥：レナード・ブルームフィールド

## 著作
- 翻訳 Hymns of the Atharva-Veda (1897)、フリードリヒ・マックス・ミュラー編『東方聖書（東方聖典叢書）』所収
- The Atharva-Veda and the Gopatha Brahmana, Buhler-Kielhorn Grundriss der indo-arischen Philologie und Altertumskunde (1899).
- 編纂 Kauika-Sutra (1890), Harvard Oriental series, A Vedic Concordance (1907) 所収.
- The Kashmirian Atharvaveda、3巻 (1901).
- Cerberus, the Dog of Hades (1905).
- The Religion of the Veda (1908).
- Life and Stories of the Jarna Savior Paravanatha (1916)
- Rig Veda Repetitions (1916)